# Sayed Esmail Hosseini
Sayed Esmail Hosseini (persisch سید اسماعیل حسینی; * 2. April 1942) ist ein ehemaliger iranischer Radrennfahrer.

## Sportliche Laufbahn
Sayed Esmail Hosseini war im Straßenradsport und im Bahnradsport aktiv. Er war Teilnehmer der Olympischen Sommerspiele 1964 in Tokio. Im olympischen Straßenrennen belegte er den 99. Platz. Im Mannschaftszeitfahren wurde das Team aus dem Iran mit Davoud Akhlagi, Mashallah Amin Sorour, Sayed Esmail Hosseini und Akbar Poudeh 22. des Rennens. 
Bei den Asienspielen 1966 in Bangkok gewann er Bronzemedaillen in der Einerverfolgung und im Mannschaftszeitfahren.